# Heterobathmia
Heterobathmia là một liên họ bướm đêm thuộc bộ Lepidoptera, bao gồm một họ duy nhất Heterobathmiidae, họ này lại chỉ chứa một chi duy nhất Heterobathmia. Các loài bướm đêm thuộc phân loại này là các loài nguyên thủy, màu kim loại, bay vào ban ngày phân bố ở miền nam Nam Mỹ, con trưởng thành ăn phấn hoa của Nothofagus hay miền nam Beech và cuốn lá làm tổ (Kristensen, 1983, 1999). Hầu hết các loài đã được biết đến chưa được miêu tả (xem thêm Kristensen và Nielsen, 1978, 1998).